# La mia brunetta preferita
La mia brunetta preferita (My Favorite Brunette), noto anche come La mia brunetta favorita, è un film del 1947 diretto da Elliott Nugent, con protagonisti Bob Hope e Dorothy Lamour.
La pellicola è una parodia dei noir statunitensi.

## Trama
Ronnie Jackson è un fotografo che sogna di diventare investigatore privato, e non perde l'occasione di prendere il posto di un suo amico detective quando questo deve partire. Si troverà a dover fare i conti con le richieste di Carlotta Montay, ricca ragazza apparentemente pazza, che teme una cospirazione contro di lei. Ronnie verrà trascinato perciò in un giro poco raccomandabile.

## Distribuzione
Il film fu distribuito negli Stati Uniti d'America il 4 aprile 1947.